# Spedizione tedesca al Nanga Parbat del 1934
La spedizione tedesca sul Nanga Parbat del 1934, conosciuta anche come "spedizione tedesca sull'Himalaya del 1934 (DHE)", consistette nel secondo tentativo di una squadra di spedizione alpinistica tedesca di scalare la montagna del Nanga Parbat (8 125 m s.l.m.), nel gruppo dell'Himalaya, la nona montagna più alta della terra e ancora inviolata nonostante il tentativo del 1895 di Albert Mummery, che condusse una spedizione che raggiunse i 7.000 m dal versante Diamir. Fu la prima vittima sul Nanga Parbat, scomparve insieme a due portatori Gurkha mentre tentava di esplorare una via per passare al versante Rakhiot attraverso il valico Diama. Conosciuto oggi come la "Montagna Killer", questo colossale picco presentava agli alpinisti sfide formidabili, tra cui lunghi e ripidi pendii di ghiaccio, costante pericolo di caduta di rocce e imprevedibili valanghe lungo gli 8 125 metri della sua estensione.
Il fallimento alpinistico di questa spedizione del 1934 consolidò il patetico concetto di "montagna del destino dei tedeschi", tuttavia, le esplorazioni scientifiche parallele dell’area del Nanga Parbat produssero risultati scientifici importanti.

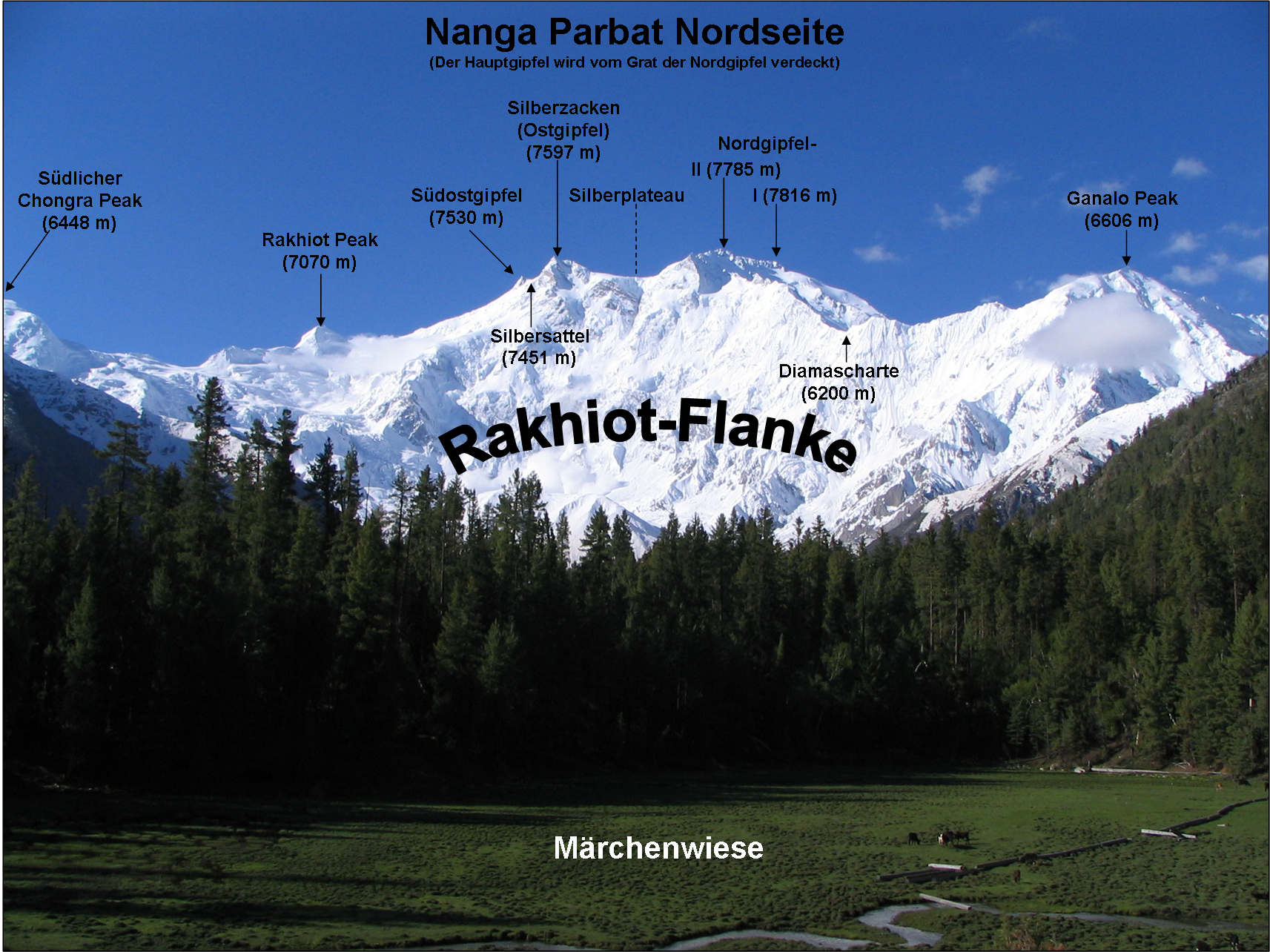
Il Nanga Parbat e il versante sud

## La squadra di spedizione

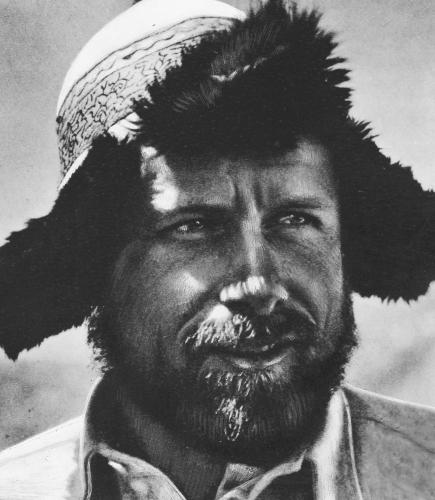
Willy Merkl, capocordata
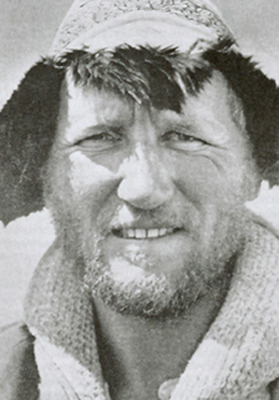
Willo Welzenbach
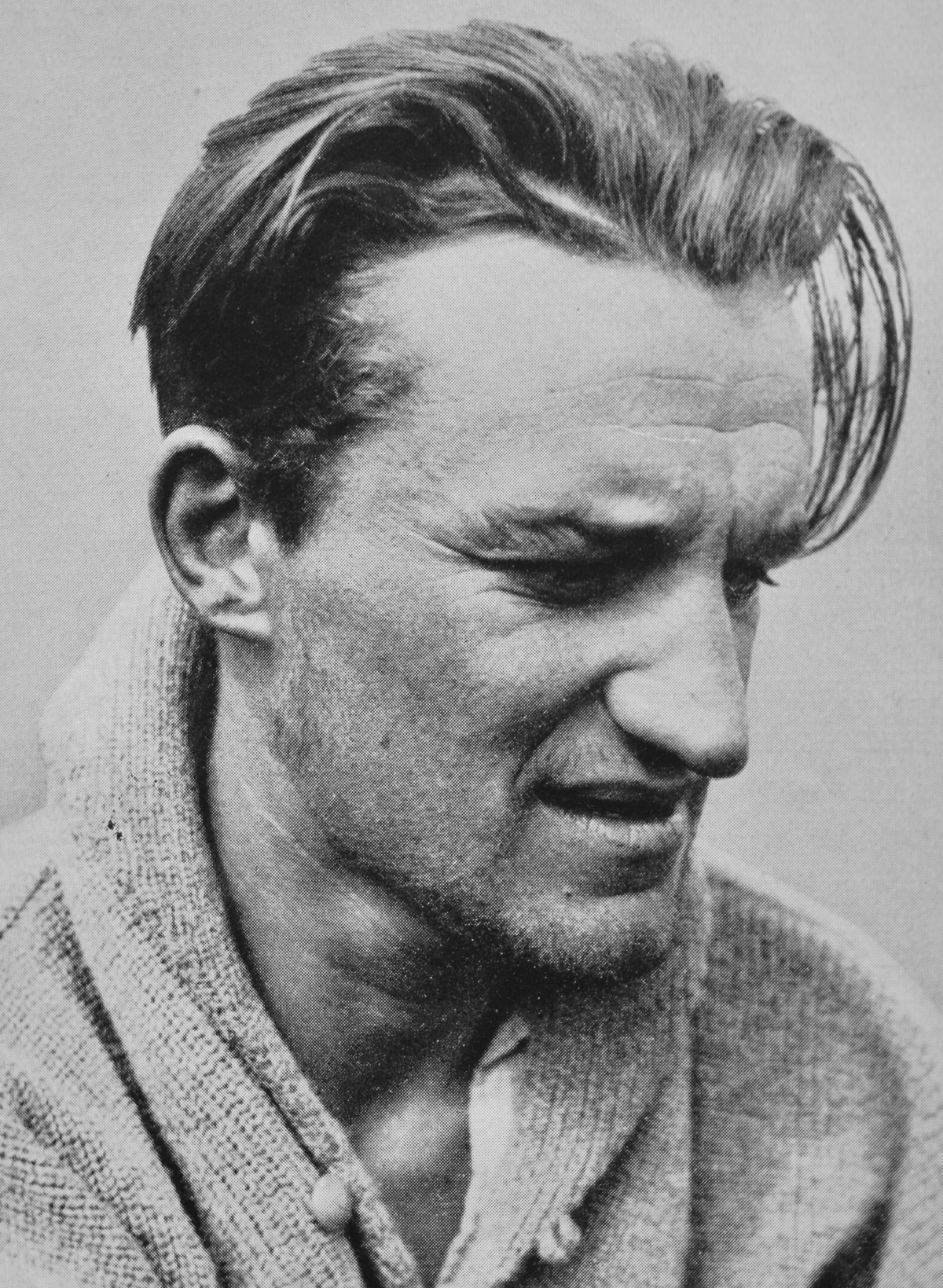
Erwin Schneider, cartografo
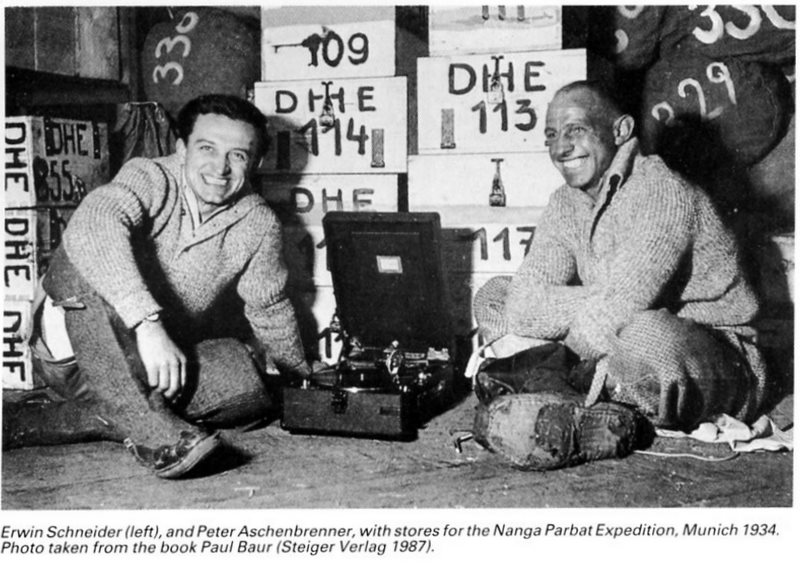
Peter Aschenbrenner a destra

Come nella spedizione Himalayana del 1932, tra i partecipanti c'era l'austriaco Peter Aschenbrenner insieme al responsabile della spedizione tedesca Willy Merkl. Al loro fianco c'erano i tedeschi Alfred Drexel, Ulrich Wieland, Willo Welzenbach, Fritz Bechtold e il fotografo Peter Müllritter, oltre ai due austriaci, il cartografo Erwin Schneider e il medico della spedizione Willi Bernard. Come alpinisti locali e portatori d'alta quota, erano accompagnati da un totale di 35 sherpa, tra cui gli esperti alpinisti Ang Tensing, Dakshi, Gay-Lay, Lobsang, Kitar, Nima Dorje, Nima Nurbhu, Nima Thashi e Pinzo Nurbhu. Hans Hieronimus assunse l'amministrazione del campo principale, in sostituzione dell'alto funzionario della Reichsbahn Heinz Baumeister, che si era ammalato poco prima della partenza. Alla spedizione presero parte anche il cartografo Richard Finsterwalder, il geografo Walter Raechl e il geologo Peter Misch. Mentre il dott. Bernard e Müllritter rimasero al campo base; Finsterwalder, Raechl e Misch fecero il giro dell'intero massiccio montuoso per otto settimane per esplorarlo topograficamente, geologicamente e geograficamente. Aschenbrenner e Schneider erano considerati sportivi eccezionali durante la spedizione, mentre Welzenbach stabilì nuovi standard negli sport di montagna come rappresentante della "Scuola di Monaco" e membro del Club alpino accademico di Monaco.

## Preparativi
La politica del Reich tedesco prevedeva che le spedizioni alpinistiche dovevano essere approvate dalla guida sportiva del Reich Hans von Tschammer und Osten. Paul Bauer, capo del dipartimento di alpinismo ed escursionismo dell'Associazione nazionalsocialista del Reich per l'esercizio fisico, progettò di scalare il Kangchenjunga come aveva fatto nel 1929 ma fu preceduto dall'iniziativa di Merkl, che voleva completare la spedizione del 1932 verso il Nanga Parbat con il significativo sostegno economico del suo datore di lavoro, la Deutsche Reichsbahn-Gesellschaft.

### Trasporto e arrivo
Il primo trasporto partì il 27 marzo 1934 e raggiunse il campo principale, ai piedi del Nanga Parbat, due mesi dopo, il 29 maggio 1934. Più di 7 000 kg di attrezzature e rifornimenti furono trasportati dall'Europa all'Himalaya, gran parte del materiale fu spedito via nave. Per trasportare i carichi furono assunti circa 600 lavoratori giornalieri. La spedizione fu supportata anche da 35 sherpa, esperti portatori del Khumbu, una sotto regione del Nepal. La logistica fu attentamente studiata e l'organizzazione supportata dai capitani britannici Sangster e Frier come ufficiali al seguito, resero la spedizione un'impresa internazionale con una pianificazione quasi militare.

### Inizio della salita

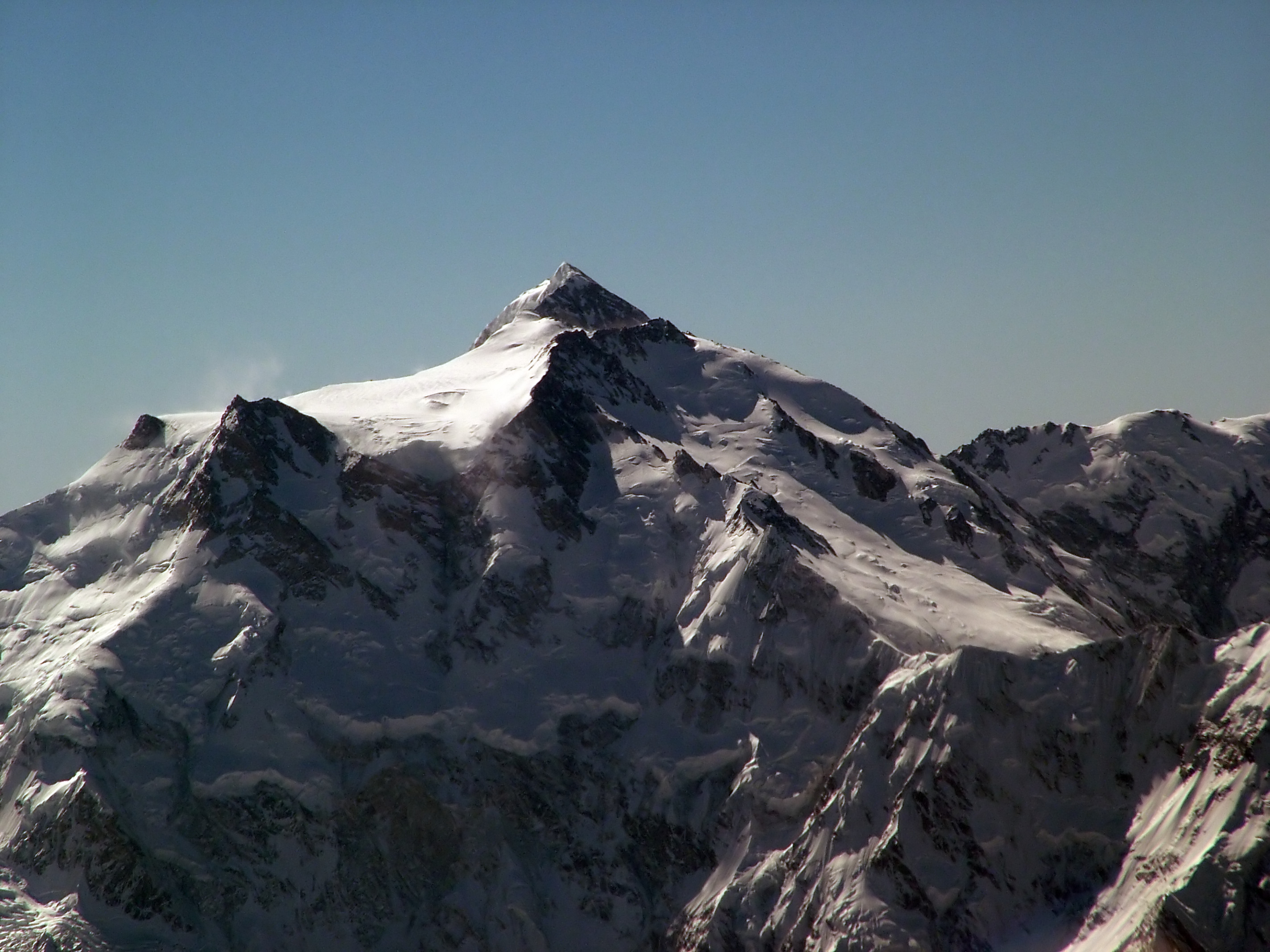
La parte superiore del Muro Rakhiot con l'altopiano argentato sopra (a sinistra) e il picco principale

La salita del Nanga Parbat fu pianificata attraverso una via scoperta durante la spedizione alpinistica tedesco-americana al Nanga Parbat del 1932 sul versante settentrionale del massiccio sul fianco del Rakhiot Peak. Già nella prima fase di salita, l'8 giugno Alfred Drexel morì nel Campo II di edema polmonare da alta quota (diagnosticato dal medico della spedizione Willi Bernard, ma poté trattarsi anche di polmonite). Il gruppo fu duramente colpito da questo prematuro colpo e fu costretto a ritornare al campo base ove trascorse 17 giorni con il bel tempo.
Dopo la ripresa della spedizione, altri due sherpa del Campo IV si ammalarono. Gli alpinisti tirarono a sorte e Bechtold accompagnò i due al campo base. Nonostante questi colpi di sfortuna, la spedizione sembrava procedere secondo i piani prestabiliti. L'obiettivo di Merkl era scalare la vetta con il maggior numero possibile di membri della squadra. Cinque alpinisti e undici sherpa avanzarono verso la "Sella d'Argento" a 7 451 m di altezza. Peter Aschenbrenner ed Erwin Schneider avanzarono insieme fino a 7 895 m, dove avrebbero dovuto attendere nel Campo VII, su istruzione di Willy Merkl, il tentativo congiunto della scalata alla vetta da parte dei compagni. Il trionfo della prima salita del Nanga Parbat sembrava a portata di mano.

### Cambiamento del tempo e annullamento della spedizione
Tuttavia, il tempo cambiò improvvisamente. Nella notte del 7 luglio si sviluppò un uragano che costrinse gli uomini a rimanere nel loro accampamento a 7 600 m. Questo drammatico cambiamento meteorico, accompagnato da venti violenti e da tempeste di neve, portò i partecipanti alla consapevolezza che la vetta non poteva più essere raggiunta. Inoltre, il "mal di montagna" causò l'esaurimento mentale degli uomini.
La mattina dell'8 luglio si decise di abbandonare la spedizione quando il gruppo si trovava a soli 241 metri sotto la vetta e procedere alla discesa. Su richiesta del capo spedizione Willy Merkl, i due partecipanti più forti, Schneider e Aschenbrenner, accompagnati dai tre sherpa Pasang, Nima Dorje e Pinzo Nurbu, dovettero dirigersi al Campo IV per tracciare un percorso nella neve alta. Sotto la Sella d'Argento, Nima Dorje cadde da una roccia. Tuttavia, Aschenbrenner e Pasang riuscirono a trattenerlo sulla corda, perdendo un sacco asciutto contenente diversi sacchi a pelo. Con un solo sacco a pelo rimasto, i cinque dovettero proseguire verso il Campo IV, poiché i rifornimenti dai Campi V e VI erano stati precedentemente spostati nei campi più alti. Aschenbrenner e Schneider scalarono il Rakhiot Peak fino al Campo V, dove trovarono le provviste e poterono riposarsi. Grazie a questo recupero riuscirono lo stesso giorno a congiungersi a Bechtold, Müllritter e Bernard nel Campo IV.

### Lotta per la sopravvivenza

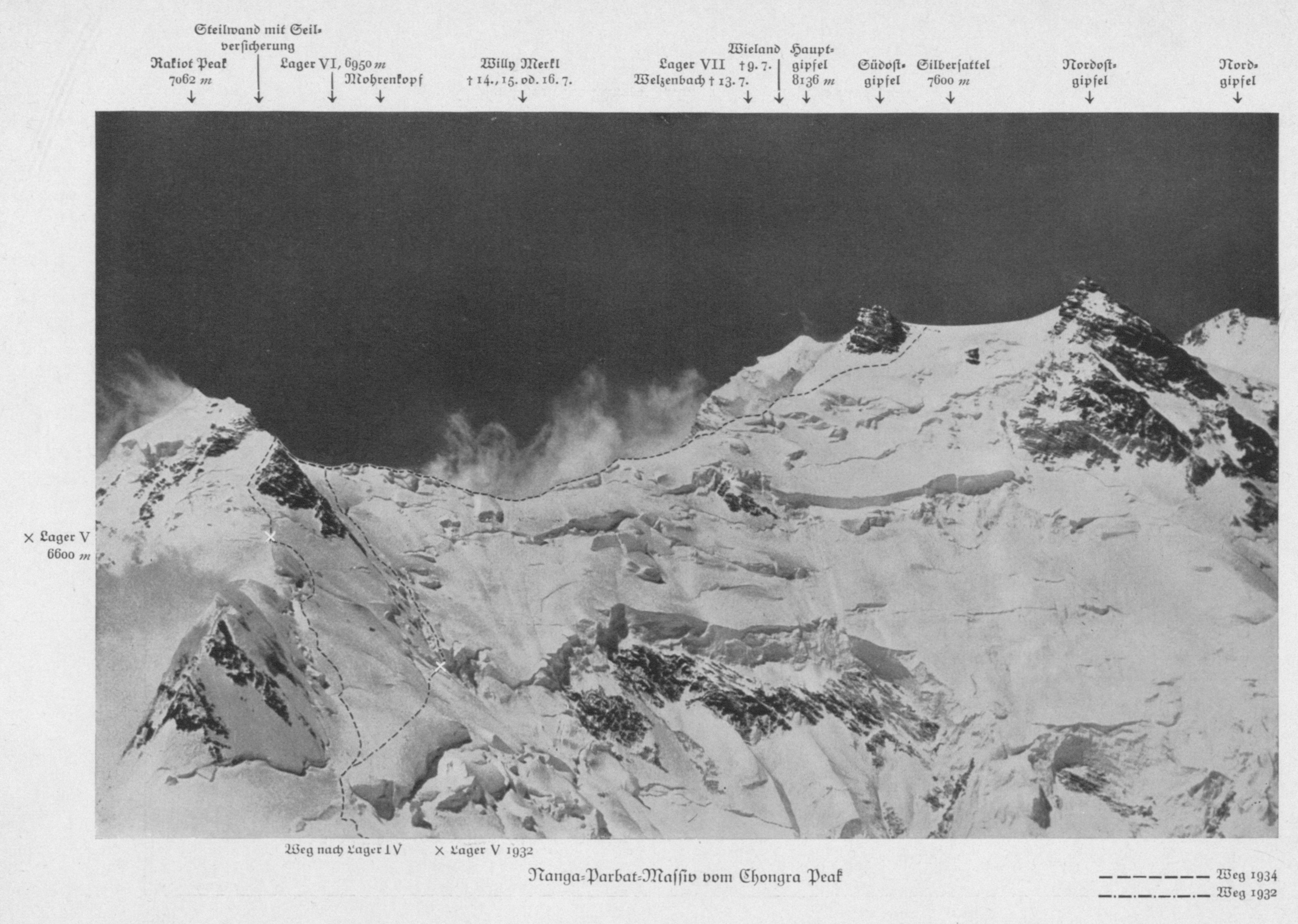
Muro Rakhiot con informazioni sul percorso, sono contrassegnati i luoghi di morte di Merkl, Wieland e Welzenbach

Gli altri partecipanti dovettero seguire il percorso di Aschenbrenner e Schneider. Per loro si trattò comunque di una battaglia tra la vita e la morte, che Ulrich Wieland perse il 9 luglio poco prima del Campo VII, Willo Welzenbach il 14 luglio nel Campo VII e Willy Merkl il 16 luglio, secondo gli appunti ritrovati nel 1938. I sei sherpa Nima Nurbu, Nima Thashi, Nima Dorje, Pinzo Nurbu, Dakshi e Gay-Lay condivisero lo stesso destino. Morirono di sfinimento sulla cresta est e durante la traversata in corda del Muro Rakhiot. I corpi di Willy Merkl e di altri alpinisti furono ritrovati nelle grotte di neve nella spedizione del 1938. I quattro sherpa Pasang, Kitar, Dawa Thondup e Kikuli riuscirono a raggiungere il Campo IV con gravi congelamenti.
Aschenbrenner, Schneider e Müllritter insieme agli sherpa Nurbu, Ang Tensing e Lobsang cercarono di soccorrere i sopravvissuti e lottarono disperatamente contro la neve fresca alta fino al petto. Riuscirono a superare il Campo V, dove trovarono Pinzo Nurbu morto e due sherpa senza vita a un'altitudine più elevata. Aschenbrenner e Schneider tentarono altre due volte di avanzare al Campo VI, anche gli scienziati Raechl e Misch rifiutarono di arrendersi. Tuttavia, i loro sforzi furono vani. Il 15 luglio si udirono grida sulla cresta che gradualmente si fecero più calme fino a tacere: erano quelle di Willy Merkl e il suo sherpa Gay-Lay, che lottavano contro la morte. Nel 1938, i corpi mummificati di Merkl e Gay-Lay furono ritrovati vicino al “Mohrenkopf”, una roccia nera. Solo tre degli undici sherpa sopravvissero a questo dramma. Tra loro c'era Kitar, che circumnavigò il Kailash con Herbert Tichy nel 1935, e lo sherpa Ang Tshering. Entrambi furono poi insigniti della Medaglia d'Onore della Croce Rossa tedesca.

### Conseguenze
Peter Aschenbrenner e Schneider furono successivamente accusati di violazione dell'obbligo di assistenza. Lo sherpa Pasang riferì dopo la spedizione che i due li abbandonarono usando gli sci e lasciarono gli sherpa al loro destino. Un tribunale onorario dell'alpinismo non chiarì mai questa accusa. A scatenare questo sospetto fu probabilmente la rivalità nata tra la Fondazione tedesca dell'Himalaya da un lato e l'Associazione alpina accademica di Monaco dall'altro. La corte d'onore dichiarò durante la riunione dell'11 marzo 1935: «Non è stata accertata alcuna colpa di un partecipante al fallimento della spedizione e alla catastrofe. Il fatto oggettivamente accertato che Schneider e Aschenbrenner si separarono dai loro portatori e li lasciarono soli […] non può conciliarsi con i principi del cameratismo di montagna. Tuttavia, non è possibile stabilire se Schneider e Aschenbrenner fossero consapevoli di questa violazione.» Sebbene nessuno dei due potesse essere ritenuto colpevole, furono successivamente esclusi da ulteriori spedizioni. Tuttavia, questa disputa rifletteva anche la tesa situazione politica e ideologica tra l'Austria e il Reich tedesco.
Paul Bauer fu accusato di aver sabotato la spedizione fin dall'inizio a causa dell'inimicizia tra lui e Welzenbach che esisteva dagli anni '20. Günter Dyhrenfurth descrisse l'intenzione di Willy Merkl di celebrare la vittoria in vetta come un "pellegrinaggio" come l'errore decisivo di questa spedizione. Il piano di Merkl rivelò la tattica del tutto inadatta del "collettivo affiatato", che molto raramente riesce a conquistare una montagna del genere. A quel tempo la gente non conosceva ancora gli effetti devastanti di una permanenza troppo lunga ad un’altitudine superiore ai 7.000 m e non si era ancora reso conto che conquistare una vetta della difficoltà del Nanga Parbat con la punta di attacco più leggera possibile “alla maniera di un razzo lunare” (Dyhrenfurth). Fu la superiorità di tali tattiche a portare al successo la spedizione tedesca del 1953.

## Il Nanga Parbat come la “montagna del destino dei tedeschi”

### Significato politico
Dopo l'avvento al potere di Adolf Hitler, la spedizione alpinistica divenne un'impresa di grande importanza nazionale e politica nel Reich tedesco, non solo a causa della forte partecipazione austriaca, ma soprattutto per i rapporti politici tra i due paesi che erano molto tesi. Un possibile successo fu lodato dalla propaganda nazionalsocialista come un "trionfo del popolo tedesco". Il regime nazista amava molto la filosofia "morte o onore" dei partecipanti alla spedizione. Il Reichssportführer descrisse la spedizione come una "battaglia della nazione tedesca per le vette del mondo", i partecipanti portarono con sé un gran numero di bandiere con la svastica e i resoconti dei media furono formulati con temi bellicosi. Bechtold, eletto capo spedizione dopo la morte di Merkl, durante il viaggio di ritorno informò i membri del Club alpino tedesco che «i valori ideali creati dalla morte sacrificale dei nostri compagni rimasti […] saranno modellati e portati avanti come esempio alla gioventù tedesca». Una medaglia commemorativa fu coniata in ricordo della spedizione e degli alpinisti morti negli incidenti.
Dopo la sconfitta nella prima guerra mondiale e a causa della difficile situazione economica dell'impero tedesco, la politica e la propaganda cercarono in tutti i modi di riconquistare una forte immagine di sé. Essendo un paese con una lunga storia di sport alpini di montagna, i governanti dell'Impero tedesco videro un'opportunità nel lontano Himalaya, dove la montagna più alta del mondo, il Monte Everest, non era ancora stata conquistata. Tuttavia, poiché l’area himalayana era sotto la sovranità britannica, le stesse autorità potevano negare l’accesso alle spedizioni tedesche, l'obiettivo degli sforzi tedeschi si orientò sulla conquista dell'Ottomila più occidentale: il Nanga Parbat, mappato per la prima volta intorno al 1854 dai fratelli tedeschi Schlagintweit. Il Nanga Parbat era allora considerato, anche se si trovava in territorio britannico, come prima il Kangchenjunga, una vetta “tedesca” dell’Himalaya, accanto all’Everest “inglese”, al K2 “italiano” e a quello “francese” dell'Annapurna.

### L'aureola del Nanga Parbat
Dopo il fallimento del secondo tentativo di scalarla dopo il 1932 e la morte di quattro partecipanti alla spedizione, il Nanga Parbat fu descritto dalla stampa come la “Montagna del Destino”. Nel 1936 fu fondata la Fondazione tedesca dell'Himalaya per unire tutte le energie per scalare il Nanga Parbat. Nel 1937 una squadra tedesca iniziò il tentativo. In questa spedizione tedesca sul Nanga Parbat morirono sette alpinisti tedeschi e nove sherpa. Dal 1932 al 1939 furono intraprese in totale sei spedizioni tedesche, compresa la famosa spedizione di Peter Aufschnaiter e Heinrich Harrer, tutte senza successo. Nel 1953 il fratellastro di Willy Merkl, Karl Maria Herrligkoffer, organizzò la "Spedizione commemorativa di Willy Merkl". Uno dei membri di questa spedizione era Hermann Buhl, che finalmente riuscì a scalare per la prima volta il Nanga Parbat il 3 luglio, dopo 58 anni di tentativi di arrampicata e 31 alpinisti morti.
Il Nanga Parbat non ha perso la sua importanza fino ad oggi. Nel 2004, 70 anni dopo gli eventi del 1934, l'alpinista estremo austriaco Markus Kronthaler, autore di numerose spedizioni storiche, ha effettuato una spedizione “sulle orme di Peter Aschenbrenner”.

### Risultati scientifici della spedizione
Il cartografo Richard Finsterwalder di Hannover, il geografo di Monaco Walter Raechl e il geologo Peter Misch di Gottinga accompagnarono la spedizione come scienziati. Girarono attorno al Nanga Parbat e raggiunsero, tra le altre cose, il passo Mazeno, alto 5.200 metri, sul lato sud della montagna, da dove scalarono una vetta alta 5.500 metri a sud del passo. Gli scienziati riuscirono a condurre un'indagine geologica, geografica e cartografica completa del massiccio. Su questa base fu creata una mappa del Nanga Parbat in scala 1:50.000, che venne descritta come un capolavoro insuperabile ed è considerata una delle migliori e più belle mappe himalayane di sempre. Carl Troll riuscì ad espandere questo lavoro con una mappa della vegetazione attraverso il suo lavoro geobotanico durante la spedizione tedesca sul Nanga Parbat nel 1937. A quel tempo, il Nanga Parbat divenne il massiccio montuoso più studiato dell'Asia.